# Virgilio Garrán Rico
Virgilio Garrán Rico (Segovia, 1897 - Calatayud, Zaragoza, 1955) fue militar, pintor y escultor español.

## Biografía
Estudió pintura en la Escuela de la Academia de San Fernando. Fue militar de carrera y se dedicó a la pintura y escultura en sus diferentes destinos militares.
Junto con Lorenzo Moliner dirigió la Academia preparatoria para la Carrera de las Armas, que había sido fundada en 1907. Ambos fueron Jefes de la Caja de Reclutas.
En 1931 era Comandante de Infantería y estaba destinado en el Regimiento de Gerona, número 22.

## Obra

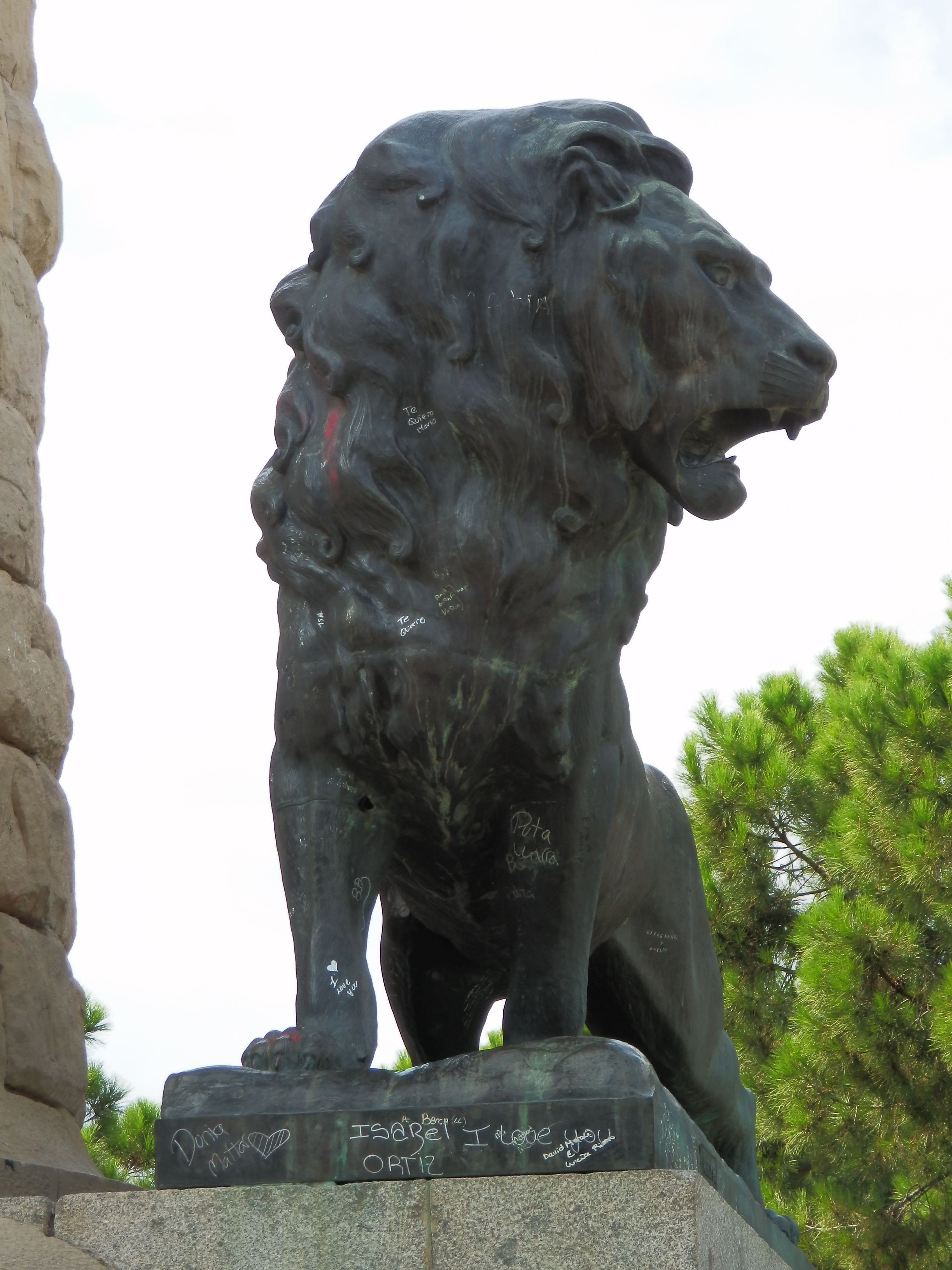
León de Virgilio Garrán en el monumento a Alfonso I el Batallador.

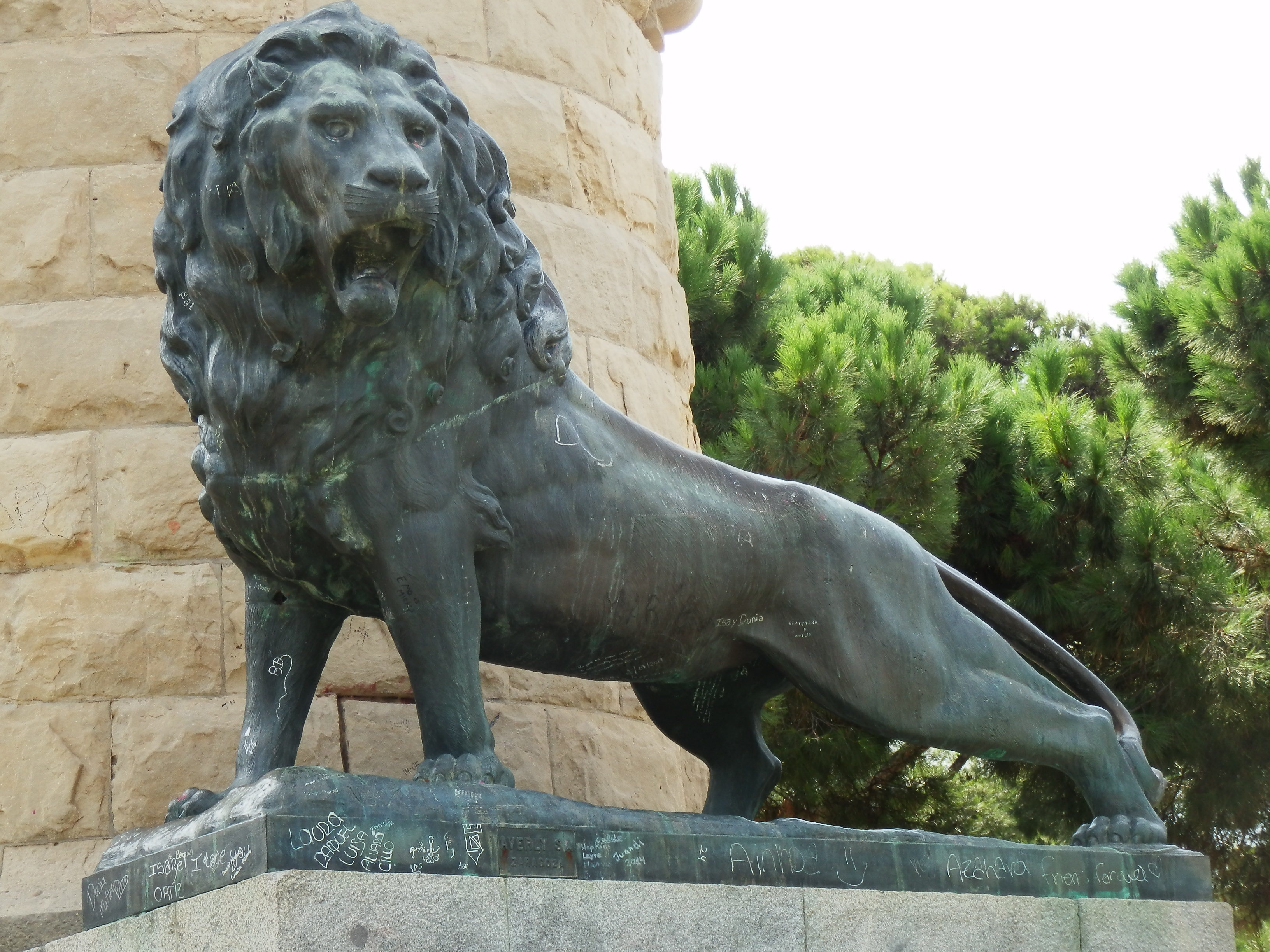
León de Virgilio Garrán en el monumento a Alfonso I el Batallador.

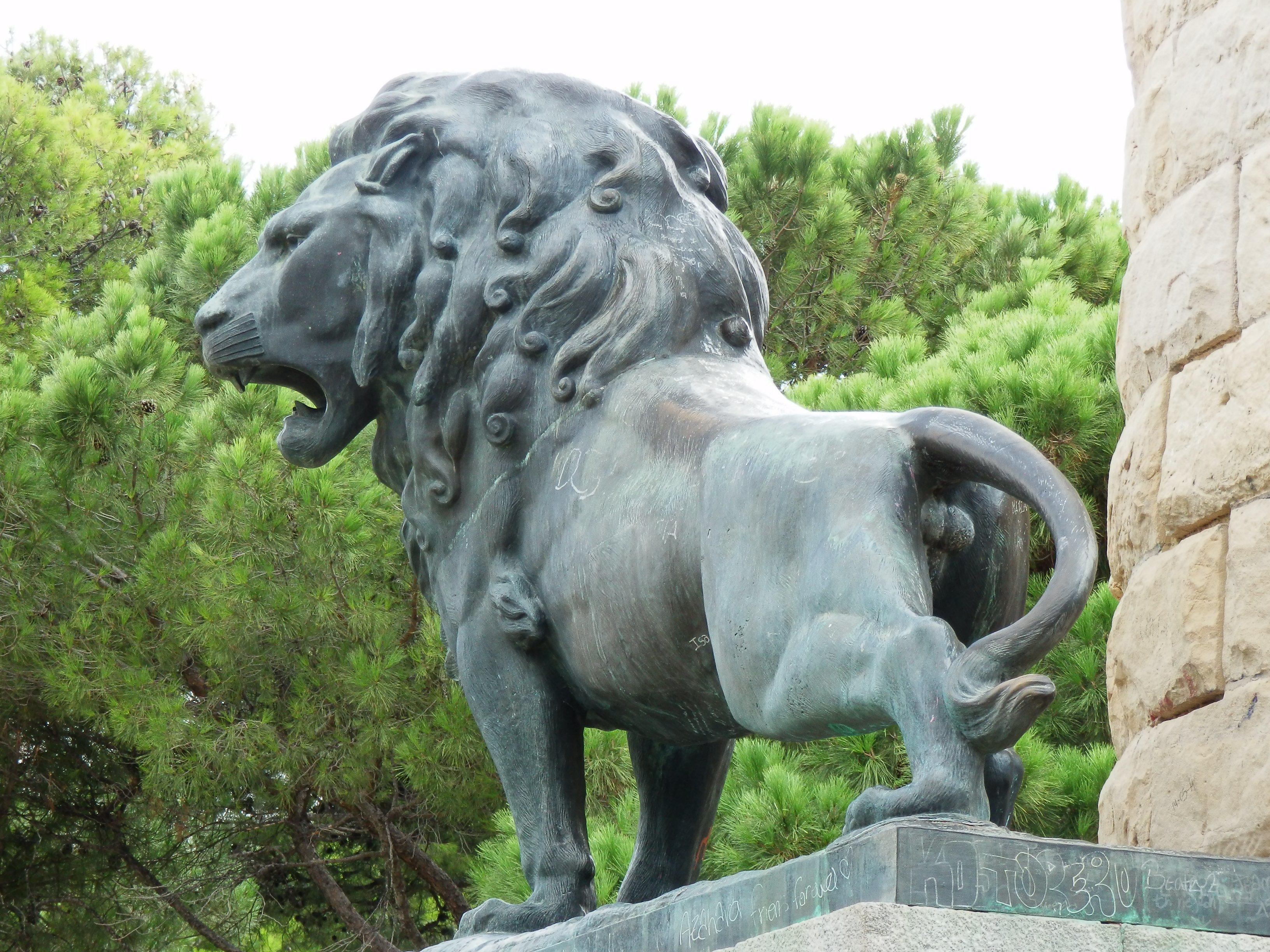
León de Virgilio Garrán en el monumento a Alfonso I el Batallador.

- Monumento a Alfonso XIII para el Campo de maniobras de San Gregorio. Actualmente está situado en la Academia General Militar de Zaragoza.[1]
- Busto del Teniente Coronel Rafael Valenzuela.[1]
- León de bronce (1927), símbolo de la ciudad de Zaragoza, a los pies del monumento al rey Alfonso I el Batallador en Zaragoza.[1]
- Lápida conmemorativa dedicada a los estudiantes valencianos muertos en la defensa de Zaragoza en 1808, realizada en mármol negro y bronce dorado. Fue colocada en el vestíbulo del Rectorado de la antigua Universidad de Zaragoza (en la plaza de la Magdalena) e inaugurada por el Rey Alfonso XIII durante su visita a la misma en febrero de 1925.[1][4]
- Cuadro del general Palafox. Pintado con óleo sobre lienzo hacia 1920-1925. 181 cm. x 120 cm. Está en el despacho del ayudante del general comandante militar de la antigua capitanía general de Zaragoza. Es copia del retrato de Palafox (242 x 177 cm.), pintado en 1874 por Marcelino Unceta para el Ayuntamiento de Zaragoza.[1]
- Monumento a  a los capitanes Fermín Galán y Ángel García Hernández, fusilados en Huesca en diciembre de 1930. El primer Ayuntamiento republicano encargó el monumento a Ramón Acín. Estaba modelado y a punto de ser fundido cuando el nuevo gobierno de derechas en el Ayuntamiento de Huesca canceló el proyecto de Acín y el 20 de febrero de 1935 aprobó el del teniente coronel Virgilio Garrán para ser inaugurado el 14 de abril de 1935.[5]

### Monumento a Alfonso I el Batallador

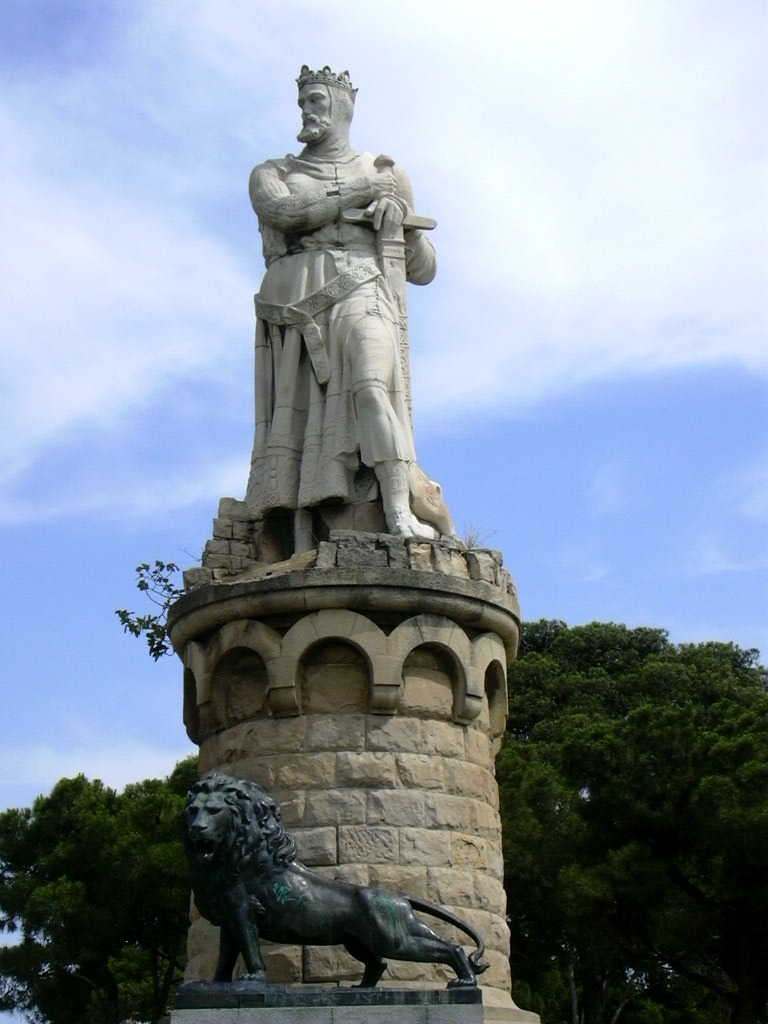
Monumento a Alfonso I el Batallador.

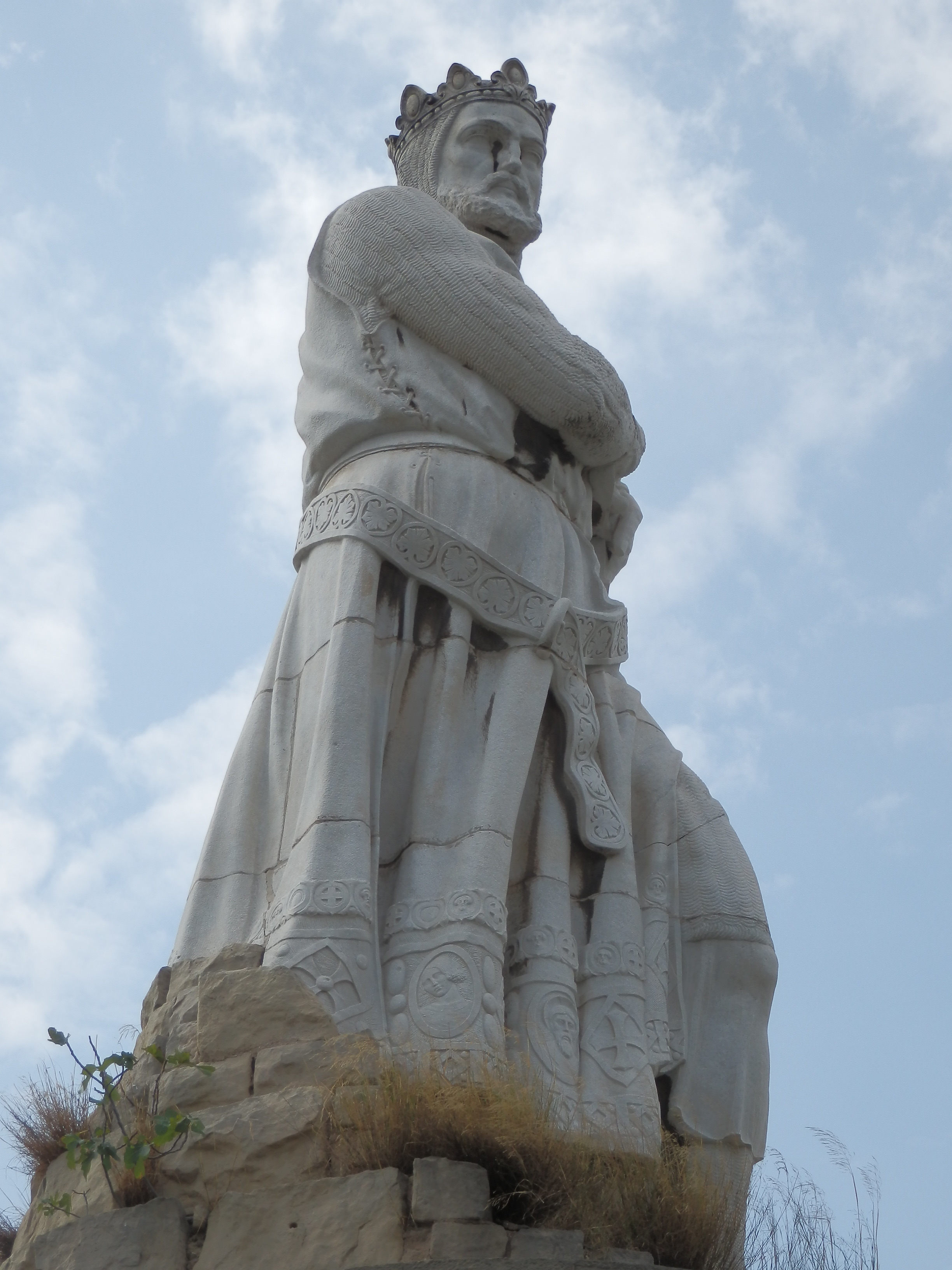
Alfonso I El Batallador.

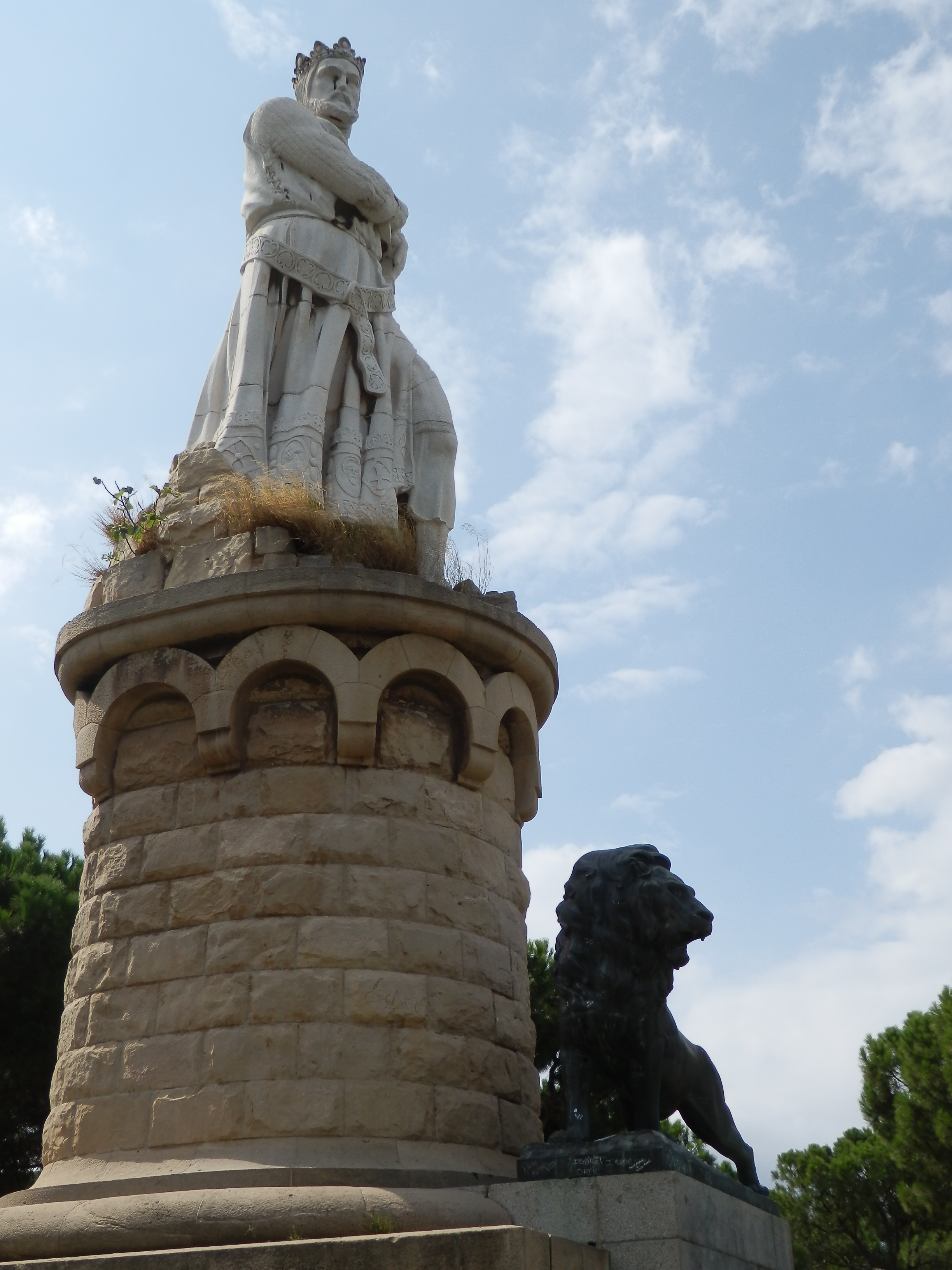
Alfonso I El Batallador.

Alfonso I fue el cuarto rey del reino de Aragón. Su actividad  fue capital para la consolidación del reino, así como para la expansión del mismo por el valle del Ebro. La conquista de Zaragoza en 1118 fue un hito trascendental en la historia de la Reconquista. No menos importantes fueron las conquistas de Ejea, Tudela, Soria, Borja, Tarazona, Calatayud, Daroca, Molina de Aragón o Mequinenza. En los treinta años de reinado incorporó al reino una extensión casi cuatro veces mayor que la que heredó de Pedro I. Su permanente actividad bélica le valió el sobrenombre del batallador.
En honor a Alfonso I se construyó un monumento en el Cabezo Buenavista del Parque Grande José Antonio Labordeta de Zaragoza. Entre 1923 y 1927 participaron en su construcción José Bueno, Virgilio Garrán, Miguel Ángel Navarro, Enrique Anel, Francisco Sorribas y Gabriel Bechini.
José Bueno empezó a modelar en barro la gran escultura ayudado por Enrique Anel. La reproducción en mármol se le encomendó al escultor italiano Gabriel Bechini. La estatua no fue colocada hasta 1925.
En el centro de un estanque está el basamento rectangular de tres escalones, sobre el que se alza el primer cuerpo del pedestal de forma prismática rectangular, formado por sillares de piedra de la Puebla de Albortón, con un resalte en el frente de granito sobre el que se asienta la escultura del león rugiente, obra realista del entonces comandante Virgilio Garrán.
El león de bronce es el símbolo de la ciudad de Zaragoza y se fundió en Fundiciones Averly de Zaragoza.
El segundo cuerpo del pedestal tiene forma cilíndrica y arranca de una base moldurada.
Fue diseñado por el arquitecto Miguel Ángel Navarro, a modo de torreón medieval.
Está resuelto con aparejo rústico, rematado por un friso de arquillos de medio punto y una amplia moldura como cornisa volada. Encima está la estatua del Rey Alfonso I, de 6,50 metros de altura, esculpida en mármol de Carrara. A sus pies fragmentos de piedras que sugieren el campo de batalla.
La estatua, inspirada en la obra pictórica que sobre este rey realizara Francisco Pradilla, representa la figura del Rey de forma más estilizada, vigorosa y monumental que en aquella. Alfonso I contempla la ciudad con gesto serio, desafiante, con la pierna izquierda flexionada y adelantada, y ambas manos sobre la empuñadura del mandoble apoyado en el suelo. La cabeza, con corona real y cota de malla, tiene las facciones del rostro muy pronunciadas, barba poblada, frente ancha y despejada y ojos hundidos de mirada altiva. El cuerpo es atlético, con una vigorosa musculatura que esconde bajo la cota de malla y la vestimenta, resuelta esta con detalles historicistas perceptibles en las grecas de los bajos de inspiración medieval. La ornamentación está también presente en el correaje, en este caso palmetas clásicas, o en la vaina decorada con motivos geométricos y un soldado con lanza y escudo. La concepción realista de la estatua se atempera por una evidente intencionalidad de simplificar en formas geométricas determinadas partes, como los pliegues de la vestimenta, la vaina de la gran espada, o en la anatomía de la pierna al descubierto o de las manos.
El monumento sobrepasa los 15 metros de altura, destacando por su fuerza y sentido monumental, y se integra plenamente en el paisaje zaragozano y en el entorno natural y no urbano en el que fue ubicado. Hoy es un monumento emblemático de Zaragoza.